# نزرت (تگزاس)
نزرت، تگزاس (به انگلیسی: Nazareth, Texas) یک شهر در ایالات متحده آمریکا با جمعیت ۳۵۶ نفر است که در تگزاس واقع شده‌است.

## موقعیت جغرافیایی
موقعیت جغرافیایی شهرها و مناطق اطراف به شرح زیر است: